# Doesburgia
Doesburgia is een kevergeslacht uit de familie van de boktorren (Cerambycidae). De wetenschappelijke naam van het geslacht werd voor het eerst geldig gepubliceerd in 1953 door Tippmann.

## Soorten
Doesburgia is monotypisch en omvat slechts de volgende soort:
- Doesburgia celebiana Tippmann, 1953